# Monte Iriga
Monte Iriga, también conocido como el monte Asog, es uno de los volcanes activos en Filipinas, en la provincia de Camarines Sur, en el noreste del país.
El monte Iriga es un estratovolcán a un kilómetro del lago Buhi. Se eleva 1.196 m (3.924 pies) con un diámetro base de 10 kilómetros.
Iriga entró en erupción en 1628 y 1642. Iriga es generalmente conocido por sus explosiones freáticas.

## Véase también

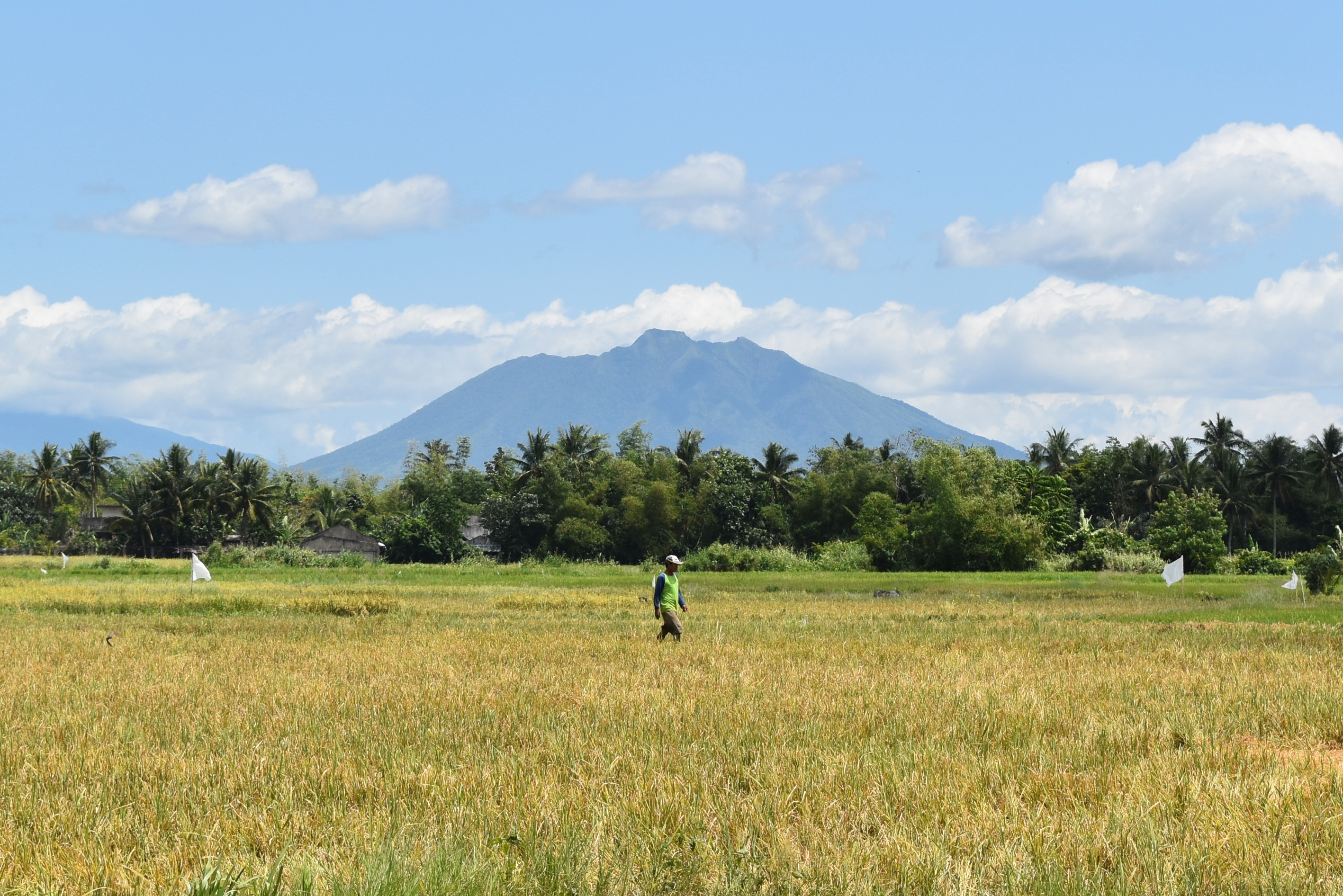
Mt. Iriga is located at Iriga City, Camarines Sur, Philippines. This mountain is well known as Mt. Asog wherein some municipality is a part of this mountain not only the Iriga City.